# بيتر هرمان
بيتر هرمان (بالألمانية: Peter Hermann)‏ هو دراج ليختنشتاني، ولد في 16 أكتوبر 1963 في شان في ليختنشتاين.

## وصلات خارجية
- بيتر هرمان على موقع أرشيف الدراجات (الإنجليزية)
- بيتر هرمان على موقع إحصائيات الدراجات الإحترافية (الإنجليزية)
- بيتر هرمان على موقع MTB Data (الإنجليزية)
- بيتر هرمان على موقع أوليمبيديا (الإنجليزية)